# パトリック・ラックマン
パトリック・ラックマン（Patrick Lachman, 1970年3月30日 - ）はアメリカのギタリスト、ボーカリスト。オレゴン州ポートランド出身。
2000年にギタリストとしてオーディションを受けてハルフォードに加入し二作に参加、その後脱退して2003年にダメージプランにボーカリストとして参加した。
2005年にはMercy Clinicというバンドにボーカリストとして参加。
| スタブアイコン | サブスタブ | この項目は、まだ閲覧者の調べものの参照としては役立たない、歌手に関連した書きかけの項目です。この項目を加筆・訂正などしてくださる協力者を求めています（P:音楽/PJ:芸能人）。 |

| スタブアイコン | サブスタブ | この項目は、まだ閲覧者の調べものの参照としては役立たない、音楽関係者（バンド等）に関連した書きかけの項目です。この項目を加筆・訂正などしてくださる協力者を求めています（P:音楽/PJ:芸能人）。 |